# Rosina Frulla
Rosina Frulla (Pesaro, 30 novembre 1926 – Pesaro, 10 gennaio 2015) è stata una partigiana italiana.
Fece parte del nucleo storico del movimento femminile da cui nacque l'Unione Donne Italiane (UDI) di Pesaro.

## Biografia
Nata in una famiglia di umili origini e presto orfana per la morte del padre, emigrato in Francia, a soli 31 anni Rosina inizia a lavorare a otto anni e mezzo: prima “a servizio”, poi in filanda e infine nella refezione scolastica. Decisiva per la sua formazione la vicinanza con la famiglia di Luigi Fabi, “una famiglia antifascista quadrata”. Fabi diventò quasi una figura paterna per Rosina e il fratello e li coinvolse poi nella Resistenza.

### L'impegno politico durante la Resistenza
Approfittando del suo lavoro nella refezione scolastica, Rosina portava viveri ai soldati italiani prigionieri dei tedeschi ad Alberghetti, molti dei quali confluirono poi tra le file della Resistenza. Iniziò a diffondere clandestinamente l'Unità, organo del PCI, e nello stesso periodo diventò staffetta partigiana; a soli 17 anni. In sella ad una vecchia bicicletta senza copertoni, trasportava messaggi ed armi. Partecipava a riunioni clandestine che si svolgevano in chiesa: fingendo di pregare e al riparo dagli occhi dei fascisti locali, venivano pianificati piani ed azioni.
Per la giovane Rosina, come per molte altre donne protagoniste di quelle vicende, la Resistenza fu una esperienza importante di emancipazione dalla marginalità e di presa di coscienza antifascista. Fece parte dei Gruppi di difesa della donna, che costituirono il nucleo storico del movimento femminile del dopoguerra da cui si formerà l’Udi.

### Il dopoguerra
Il matrimonio nel 1952 con Ferruccio Sorbini, partigiano incontrato durante la Resistenza, fu celebrato con rito civile e dalla loro unione nacquero due figli. Frulla continuò sempre il suo impegno politico: fu molto attiva nelle lotte operaie cercando di coinvolgere le lavoratrici e incoraggiando le meno politicizzate. Tra le fondatrici dell’UDI di Pesaro si impegnò per l’apertura di asili, strumenti ritenuti fondamentali per rendere possibile la partecipazione delle donne alla vita lavorativa e civile, "le scuole, le colonie, la distribuzione degli indumenti ai bambini, l'organizzazione delle mense, l'ospitalità ai figli delle famiglie più colpite dalla guerra". Continuò ad impegnarsi in prima linea in nelle lotte politiche e sindacali senza riserve e lontano da ogni prospettiva di beneficio personale. Nel 1964 fu candidata al consiglio comunale di Pesaro nella lista del PCI.
Alla sua morte, il 10 gennaio 2015, il sindaco di Pesaro Matteo Ricci ha dichiarato: "nei difficili anni della ricostruzione non fece mai mancare alla città un contributo appassionato sia in campo sociale sia nell’impegno politico. Contribuì con le sue lotte a creare una Pesaro attenta anche ai bisogni delle donne e dei giovani"..